# Pottia recurvifolia
Pottia recurvifolia är en bladmossart som beskrevs av Warnstorf 1916. Pottia recurvifolia ingår i släktet Pottia och familjen Pottiaceae. Inga underarter finns listade i Catalogue of Life.